# Песнь Возрождения
Песнь Возрожде́ния — печатный сборник духовных песен для общего пения на богослужениях и для хорового пения. Широко используется в баптистских и иных евангельских церквях России, Украины, Беларуси и других стран СНГ / бывшего СССР.

## Предыстория
В основание сборника (около трети) были положены духовные песни, переведённые и написанные И. С. Прохановым в начале XX века и собранные им вначале в песенник под названием «Гусли» (более 500 гимнов), изданный в 1902 году (название по аналогии с библейской книгой Псалтирь), а затем в сборник «Духовные песни», в который «Гусли» вошли как первый и самый большой раздел. «Гусли», в свою очередь, включали материал из предыдущих песенников (250 из «Сборника духовных стихотворений» (1882, 1893 гг.), 100 из сборников «Любимые стихи» и «Голос веры», 1882), и более 180 — новых, ранее не издававшихся. Текст некоторых песен являлся стихотворениями русских писателей.
Сборник «Духовные песни» с 1907 по 1922 год издания состоял из сборников «Гусли», «Песни христианина», «Тимпаны», «Кимвалы» и «Заря жизни» (каждый из них первоначально был самостоятельным произведением), а с 1924 года был дополнен ещё пятью небольшими сборниками И. С. Проханова. Соответственно, первоначальный вариант получил неофициальное название «Пятисборник», а полный — «Десятисборник». Так как «Гусли» составляли примерно половину даже «Десятисборника», то в обиходе «Пятисборник» и «Десятисборник» часто называли «Гуслями».

## История
Первое издание сборника «Песнь Возрождения» произошло в мае 1978 года, благодаря деятельности издательства «Христианин» братства СЦ ЕХБ («отделённые», «нерегистрированные» баптисты), которое, ввиду гонений со стороны атеистической власти, вынуждено было действовать нелегально через подпольные типографии. Песенник был выполнен на основе «Десятисборника» (также переизданного издательством) и явился его заменой. Сборник «Песнь Возрождения» имеет единую нумерацию и разбит на тематические подразделы. Для гимнов, входивших в состав «Десятисборника», перед текстом было указано название прежнего сборника и номер в нём. Вместо «гимнов прежних изданий, которые практически не употребляются в общениях народа Божьего», добавлены новые, отсутствовавшие в «Десятисборнике». Был заново укомплектован заключительный раздел молодёжных гимнов, имевшихся до того, в основном, только в рукописях (в предисловии уточняется, что не все эти гимны можно отнести к молодёжным по тематике).
Верующие старшего поколения часто традиционно называют сборник «Гуслями», перенося на него обиходное наименование вытесненного им «Десятисборника», который, в свою очередь, назывался так по первому и самому крупному (занимавшему почти половину) разделу в его составе.
Впоследствии «Песнь Возрождения» переиздавалась свыше десяти раз. Самый крупный тираж составил  100.000 экз. Все издания в советский период осуществлялись на добровольные пожертвования верующих, а распространялись исключительно безвозмездно. Тиражи были значительно крупнее, а сам сборник — полнее, чем официально изданный в 1956 году «Сборник духовных песен» ВСЕХБ, и потому именно «Песнь Возрождения» приобрела особую популярность в советское и постсоветское время. Впоследствии песенник, переиздававшийся различными издательствами разных деноминаций, приобрёл многочисленные дополнения к первоначальным 830 гимнам. Некоторые из добавленных песен были написаны в пятидесятнической среде и отражают доктрины этой церкви (крещение Духом Святым как особый мистический акт — например, № 879).
В 2002 году увидело свет новое, значительно переработанное, издание «Песни Возрождения», изданное МСЦ ЕХБ (бывший СЦ ЕХБ). В новую редакцию вошло 800 гимнов. Из сборника были исключены песни, которые фактически вышли из употребления, а также произведения, изначально предназначенные для хорового исполнения. Тексты были приведены в соответствие с догматикой, современной грамматикой и правилами стихосложения. Основополагающее преимущество нового сборника перед старым в том, что он издан в двух вариантах: обычном для общего пения с указанием тональностей и в виде нот для хора. Старый сборник издавался только в варианте для общего пения без нот.
Сборник 2003 года, в основании которого лежит старая первая редакция, издан независимо от братства МСЦ ЕХБ, и содержит 2500 гимнов.

## Содержание первой редакции сборника с дополнениями
Нумерация псалмов с 1 по 830 идентична практически во всех изданиях.
| №  | Тематика                      | Номера песен |
| -- | ----------------------------- | ------------ |
| 1  | Перед началом собрания        | 1-20         |
| 2  | Молитвенные                   | 21-90        |
| 3  | Божья любовь и величие        | 91-126       |
| 4  | Хвала и благодарение          | 127-155      |
| 5  | Христианская радость          | 156-181      |
| 6  | Путь веры                     | 182-246      |
| 7  | О Церкви                      | 247-258      |
| 8  | Призыв к труду                | 259-291      |
| 9  | Призыв к покаянию             | 292-382      |
| 10 | Для новообращённых            | 383-407      |
| 11 | На крещение                   | 408-415      |
| 12 | На хлебопреломление           | 416-425      |
| 13 | Страдание и смерть Христа     | 426-449      |
| 14 | На рукоположение              | 450-453      |
| 15 | На бракосочетание             | 450-463      |
| 16 | Для детей и семейные          | 464-490      |
| 17 | На погребение                 | 491-507      |
| 18 | Небесные обители              | 508-552      |
| 19 | Утешение больным, страждущим  | 553-589      |
| 20 | Рождество Христово            | 590-611      |
| 21 | На Новый год                  | 612-620      |
| 22 | Воскресение Христово          | 621-642      |
| 23 | О Духе Святом                 | 643-654      |
| 24 | Жатвенные                     | 655-664      |
| 25 | Второе пришествие Христа      | 665-673      |
| 26 | Разные христианские праздники | 674-678      |
| 27 | Приветственные и прощальные   | 679-690      |
| 28 | При заключении собрания       | 691-715      |
| 29 | Молодёжные                    | 716-830      |
| 30 | Дополнение                    | 831...       |

## Содержание второй редакции сборника
| №  | Тематика                                                            | Номера песен |
| -- | ------------------------------------------------------------------- | ------------ |
| 1  | В начале собрания                                                   | 1-21         |
| 2  | Молитвенные                                                         | 22-107       |
| 3  | Божья любовь и величие                                              | 108-152      |
| 4  | Хвала и благодарение                                                | 153-191      |
| 5  | Христианская радость                                                | 192-224      |
| 6  | Вера и упование                                                     | 225-276      |
| 7  | Следование за Христом                                               | 277-340      |
| 8  | О Библии                                                            | 341-348      |
| 9  | О Церкви                                                            | 349-357      |
| 10 | Призыв к труду                                                      | 358-395      |
| 11 | Призыв к покаянию                                                   | 396-484      |
| 12 | Для новообращённых                                                  | 485-509      |
| 13 | На крещение                                                         | 510-514      |
| 14 | На хлебопреломление                                                 | 515-531      |
| 15 | Страдание и смерть Христа                                           | 532-554      |
| 16 | На рукоположение                                                    | 555-558      |
| 17 | На бракосочетание                                                   | 559-563      |
| 18 | Христианская семья                                                  | 564-586      |
| 19 | На погребение                                                       | 587-596      |
| 20 | Небесные обители                                                    | 597-645      |
| 21 | Утешение и ободрение скорбящим, узникам и страждущим по воле Божьей | 646-684      |
| 22 | Рождество Христово                                                  | 685-706      |
| 23 | На Новый год                                                        | 707-717      |
| 24 | Воскресение Христово                                                | 718-732      |
| 25 | О Духе Святом                                                       | 733-743      |
| 26 | Жатвенные                                                           | 744-750      |
| 27 | Второе пришествие Христа                                            | 751-766      |
| 28 | Разные христианские праздники                                       | 767-771      |
| 29 | Приветственные и прощальные                                         | 772-782      |
| 30 | При заключении собрания                                             | 783-800      |

## Издания
- Песнь Возрождения. — второе. — Христианин (МСЦ ЕХБ), 2002. — 542 с.

- Песнь Возрождения 2001. — СПб.: Библия для всех, 2000. — 827 с. — 20 000 экз. — ISBN 5-7454-0515-5.

- Песнь Возрождения 2800. — СПб.: Библия для всех, 2009. — 1055 с. — 5000 экз. — ISBN 978-5-7454-1122-9.